# Sean O'Haire
Vous lisez un « bon article » labellisé en 2014.
Sean O'Haire (de son vrai nom Sean Christopher Haire), né le 25 février 1971 en Caroline du Sud et mort le 8 septembre 2014, est un lutteur professionnel (catcheur), kick-boxeur et pratiquant de combat libre américain.
Au cours de sa carrière de catcheur qui va de 2000 à 2006, il a travaillé pour la World Championship Wrestling (WCW) où il a été à trois reprises champion du monde par équipe avec Mark Jindrak deux fois puis avec Chuck Palumbo. Après le rachat de la WCW par la World Wrestling Federation (WWF) en mars 2001, il a rejoint cette dernière à l'été et a participé au scénario de l'Invasion en tant que membre de The Alliance avant de rejoindre l'Ohio Valley Wrestling, un des clubs-écoles de la WWF, et de revenir de janvier 2003 jusqu'à son renvoi en avril 2004. Après son renvoi, il a continué sa carrière de catcheur sur le circuit indépendant tout en commençant à faire du combat libre et du kick-boxing. Il s'est suicidé par pendaison le 8 septembre 2014.

## Jeunesse
Haire grandit à Hilton Head, Caroline du Sud où il est diplômé du lycée de la ville. Après le lycée, il rejoint l'académie militaire Hargrave à Chatham. Il fait ensuite du combat libre dans des petites fédérations de Caroline du Sud. Il est aussi copropriétaire d'une salle de musculation à Hilton Head.

## Carrière de catcheur

### World Championship Wrestling (2000-2001)
En 2000, Haire entre au WCW Power Plant, l'école de catch de la World Championship Wrestling (WCW). Il fait ses débuts comme catcheurs le 26 juin à Monday Nitro, où avec Mark Jindrak ils battent Juventud Guerrera et Rey Mysterio, Jr.. L'équipe scénaristique de la WCW décide d'intégrer ce duo à un clan composé de catcheurs du Power plant (Mike Sanders, Shawn Stasiak, Chuck Palumbo, Reno et Johnny the Bull) sous la tutelle de Kevin Nash formant les The Natural Born Thrillers (en) (NBT) et deviennent les gardes du corps de Vince Russo, le responsable de l'équipe créative, et Eric Bischoff, le président de la WCW et remplaçant les Filthy Animals (Konnan, Rey Mysterio, Juventud Guerrera, Disco Inferno, Billy Kidman),. Ils commencent alors une rivalité avec le responsable du Power Plant, Paul Orndorff, en lui manquant de respect le 30 août. Cette rivalité aboutit à un match opposant les NBT à Filthy Animals et Paul Orndorff à Fall Brawl le 17 septembre, ce match a été arrêté à la suite de la blessure légitime d'Orndorff après qu'il a exécuté un piledriver sur Jindrak.
À la suite de cette victoire, O'Haire et Jindrak deviennent huit jours plus tard champions du monde par équipe de la WCW après avoir remporté une bataille royale opposant six équipes,. Le 11 octobre à Thunder ils perdent leur titre face à Corporal Cajun et Lt. Loco avant de le récupérer dans la foulée lors d'un match revanche organisé juste après la perte du titre. Ils conservent leur titre le 29 octobre à Halloween Havoc face à Rey Mysterio et Billy Kidman ainsi que The Boogie Knights (Alex Wright & Disco Inferno). Ils perdent leur titre par équipe face à Alex Wright et General Rection à Millennium Final (en) et plus tôt dans la soirée O'Haire a participé à une bataille royale remporté par Mike Awesome.
Les Natural Born Thrillers s'en prennent à leur mentor Kevin Nash début novembre. Nash trouve un équipier en la personne de Diamond Dallas Page (DDP) et deviennent champions du monde par équipe de la WCW le 26 novembre après avoir vaincu Shawn Stasiak et Chuck Palumbo à Mayhem. Ils perdent ce titre le 4 décembre après que Mike Sanders, qui est devenu entretemps commissionnaire (manager général d'un point de vue scénaristique), a annulé la défaite de Stasiak et Palumbo à Mayhem mais Nash et Page récupèrent le titre le 17 décembre à Starrcade,. Le 8 janvier 2001, Page et Nash gagnent face à O'Haire et Palumbo dans un Last Man Standing match en équipe. Six jours plus tard, lors de la manifestation télédiffusée Sin, O'Haire et Palumbo prennent leur revanche et remportent le championnat par équipe,. Le 15 janvier, ils défendent avec succès leur titre face à Bryan Adams et Bryan Clark. Ils font de même le 31 janvier face à Big Vito (en) et Johnny the Bull et après cette victoire Shawn Stasiak et Mark Jindrak viennent les provoquer, marquant ainsi la fin des Natural Born Thrillers et les défient pour le championnat par équipe. Le 14 février, O'Haire remporte un match simple face à son ancien équipier et le 18 février à Super Brawl Revenge lui et Palumbo conservent leur titre face à Jindrak et Stasiak,.
O'Haire et Palumbo entament une rivalité avec Totally Buffed (Lex Luger et Buff Bagwell). Celle-ci voit O'Haire battre Luger dans un match simple le 5 mars. Neuf jours plus tard, il remporte un match à quatre à élimination face à Palumbo et Totally Buffed où O'Haire a éliminé Luger puis Bagwell. Le 18 mars, à Greed O'Haire et Palumbo conservent leur titre face à Luger et Bagwell. Le lendemain, ils perdent face à Lance Storm et Mike Awesome et la semaine suivante lors du dernier Monday Nitro ils conservent leur titre face à ces derniers,. Quelques jours auparavant, la World Wrestling Federation a finalisé le rachat de la World Championship Wrestling mais la WWF ne rachète que la vidéothèque et les droits intellectuels et donc O'Haire et d'autres catcheurs de la WCW se retrouve temporairement sans employeur bien qu'AOL Time Warner, la maison mère de la WCW, le paie jusqu'à la fin de son contrat,. Ses débuts dans le catch ont été salués par la presse spécialisée : le Wrestling Observer Newsletter l'a désigné comme le Rookie de l'année 2000 et Pro Wrestling Illustrated place O'Haire et Jindrak comme les 3e Rookie de l'année derrière Kurt Angle et Lita,.

### Passage sur le circuit indépendant américain (2001)
Après la fermeture de la World Championship Wrestling il fait un bref passage dans le circuit indépendant américain qui le voit perdre un match à l'Ultimate Pro Wrestling pour le championnat poids-lourds face au champion en titre Samoa Joe le 30 mai. Il bat ensuite Julio Dinero au cours d'un spectacle organisé par l'International Wrestling Cartel en Pennsylvanie le 22 juin,.

### World Wrestling Federation/Entertainment (2001-2004)

#### L'Invasion (2001)
Le 28 juin à SmackDown, Sean O'Haire et Chuck Palumbo où ils interviennent dans le Table match pour le championnat du monde par équipe de la WWF entre les champions les Dudley Boyz (Bubba Ray Dudley et D-Von Dudley) et les Hardy Boyz (Jeff et Matt Hardy) en s'en prenant aux Hardy avant qu'Acolytes Protection Agency (Farooq et Bradshaw) ne les fasse passer à travers une table. Le 9 juillet, les deux hommes participent à un match opposant la Team WCW à la Team WWF ainsi qu'à la Team Extreme Championship Wrestling (ECW), ce match qui se termine sans vainqueur voit surtout l'Alliance entre les anciens de la ECW et de la WCW. Ils commencent une rivalité avec Acolytes Protection Agency qui a vu O'Haire perdre face à Bradshaw à Smackdown le 19 juillet avant de perdre un match par équipe le 22 lors d'InVasion,. Le 9 août, O'Haire et Palumbo perdent leur titre de champions du monde par équipe de la WCW face aux Brothers of Destruction (Kane et l'Undertaker). Quatre jours plus tard, ils obtiennent un match en cage pour le titre qu'ils perdent à nouveau. Le 20 août, il participe à un match où l'Alliance a perdu face à la Team WWF. Le 26 août à Sunday Night Heat, lui et Chuck Palumbo remportent un match face à Crash et Hardcore Holly.

#### Passage à l'Ohio Valley Wrestling (2001-2002)
La World Wrestling Federation a décidé début septembre 2001 d'envoyer Sean O'Haire à l'Ohio Valley Wrestling (OVW), le club-école de la WWF. Durant son passage, il intègre le clan Bolin Services et fait équipe avec Mr Black avec qui il a perdu le 5 janvier 2002 un match pour le championnat par équipe de l'OVW,. Son alliance avec Black prend fin le 9 mars par la victoire de O'Haire dans un match pour désigner le chef de la sécurité du clan. Il s'allie ensuite avec Prototype avec qui il perd le 5 avril face à Ric et David Flair.

#### Retour à la World Wrestling Entertainment puis renvoi (2002-2004)
Il fait son retour à la World Wrestling Entertainment (WWE) par la petite porte en remportant avec Scott Vick un match en équipe face à Rob Conway et Shannon Moore dans un match non télévisé ou dark match en ouverture de Velocity lors de l'enregistrement du 11 juin 2002.
En janvier 2003 la WWE commence à diffuser des vidéos de Sean O'Haire qui incarne un personnage égocentrique et coureur de jupons. Après plusieurs dark match et matchs dans des shows non télévisé il revient dans les émissions principale à SmackDown le 10 avril où il attaque Rikishi, à la suite de cette agression Roddy Piper frappe ce dernier avec une noix de coco,. La semaine suivante, Piper fait l'éloge de O'Haire voyant en lui le catcheur du millénaire avant d'être interrompu par Jimmy Snuka qu'ils attaquent. Rikishi vient aider Snuka et défie O'Haire à Backlash. Dix jours plus tard à Backlash, O'Haire l'emporte sur Rikishi après que Piper ait distrait son adversaire. Le 22 mai, il gagne un match face à Mr America (alias Hulk Hogan) par décompte à l'extérieur à la suite d'une manigance de Vince McMahon qui a demandé à des officiers de police d'arrêter Zach Gowen. Lors de ce match le contrat de Piper a été mis en jeu contre un passage au détecteur de mensonge pour que Mr America avoue qu'il est Hogan. Le 29 mai, il l'emporte sur Chris Benoit à la suite d'une intervention de Roddy Piper. Le 12 juin, Piper et O'Haire entament une rivalité avec Eddie Guerrero et Tajiri après avoir tenté de voler la ceinture de champion par équipe de la WWE de ce dernier. La semaine suivante, Eddie Guerrero a perdu son match face à Sean O'Haire mais le 26 juin il prend sa revanche avec Tajiri dans un match de championnat face à O'Haire et Piper,. Son alliance avec Piper prend fin à la suite du départ de ce dernier qui a déclaré sur HBO qu'il a consommé des stéroïdes par le passé.
Le 17 juillet, il affronte Rhyno et le match se termine en sans vainqueur après qu'Acolytes Protection Agency (Faarooq et Bradshaw) ne vienne leur donner à tous les deux des invitations pour le Bar Room brawl match à Vengeance et à la suite de cela O'Haire a attaqué Bradshaw avant de s'enfuir. Dix jours plus tard, il participe à ce match remporté par Bradshaw. Le 2 août à Velocity, il fait équipe avec les Basham Brothers (Danny et Doug Basham) et ils l'emportent sur Funaki et Acolytes Protection Agency. Durant le reste de l'année 2003, O'Haire n'est plus impliqué dans les scénarios de la WWE et ne combat qu'à Velocity et au cours des shows non télévisés. Il fait son dernier match à la WWE à Velocity le 29 novembre où il bat Eric Schippreit avant de retourner brièvement à l'Ohio Valley Wrestling début 2004 avant que la WWE ne mette fin à son contrat le 3 avril,.

### Retour sur le circuit indépendant (2004-2006)
Il dispute son premier match après son renvoi à la New Japan Pro Wrestling où il perd face à Hiroshi Tanahashi le 3 mai. Il retourne ensuite aux États-Unis où le 17 juillet il bat par disqualification Abyss par disqualification au cours d'un spectacle par la Ballpark Brawl à Buffalo. Il retourne ensuite une deuxième fois à l'Ultimate Pro Wrestling où il refait équipe avec Chuck Palumbo le 23 février 2005. Début 2006, il tente de revenir à la World Wrestling Entertainment et obtient un essai le 28 mars où il affronte Scotty 2 Hotty dans un match non retransmis avant l'enregistrement de Velocity,.

### Carrière dans le kick-boxing et les arts martiaux mixtes

#### Kick-boxing
Peu après son départ de la World Wrestling Entertainment, O'Haire entre en contact avec la K-1 grâce à l'entremise de Rick Bassman (en) et signe un contrat avec cette fédération en juillet 2004,. Il y fait son premier combat le 31 décembre 2004 face à Musashi et perd son match par K.O à la deuxième reprise. Cette défaite s'explique par le fait qu'il débute dans ce sport alors que son adversaire a quelques semaines plus tôt été en finale du K-1 World Grand Prix. Le 30 avril 2005 à Las Vegas, il est vaincu par Gary Goodridge en moins de deux minutes, ce dernier qui est arrivé en finale du K-1 World Grand Prix 2005 in Las Vegas. Il fait deux autres combats en 2006 sans réussir à en remporter un seul. Il y fait son dernier combat le 12 août 2006 qu'il perd face à Jesse « Justice » Smith.

#### Parcours en arts martiaux mixtes
Il fait ses débuts dans les arts martiaux mixtes le 18 septembre 2004 à Huntington Beach, en remportant son match par soumission face à Tony Towers en lui portant un étranglement en guillotine en moins de deux minutes de combat. Le 20 novembre à Honolulu, c'est face à Shungo Oyama qu'il remporte son deuxième match par K.O technique en moins d'une minute.
Il connait sa première défaite le 5 novembre 2005 à K-1 HERO's 2005 in Séoul où Kim Min-soo réussit à le faire abandonner en lui portant un étranglement en guillotine après un peu plus de quatre minutes.
En octobre 2006, le Pride Fighting Championships le contacte pour remplacer Mark Hunt le 21 octobre, ce dernier devant affronter Eric Esch, mais la commission athlétique de l'État du Nevada ne lui donne pas le feu vert et demande à la fédération de trouver un autre adversaire pour Esch. O'Haire perd ce match par KO technique en moins d'une minute.
Le 29 septembre 2007, il met fin à cette série de deux défaites à la Champions Quest Fighting Challenge à Savannah en l'emportant sur Darrell Wood en moins d'une minute. Il fait son dernier combat en Géorgie le 7 décembre 2007 qu'il remporte par K.O face à Frankie Parkman. Il a continué à faire du combat libre dans des petites fédérations et dans des bars.

## Vie privée et décès
En 2005, il s'est marié avant de divorcer un an plus tard. Il a travaillé comme agent de sécurité dans des restaurants ainsi que comme formateur pour des gardes du corps de personnalités africaines, il a aussi été coiffeur-visagiste.
Le 27 juillet 2004, O'Haire a été arrêté pour avoir frappé deux femmes dans une boîte de nuit d'Hilton Head le 12 juin, cependant l'affaire est restée sans suite. En 2006, il a été une nouvelle fois arrêté pour une rixe dans une boîte de nuit et en septembre 2009 il a agressé sa petite amie dans une boîte de nuit de Savannah et a été relâché contre le versement d'une caution de 4 600 dollars.
Le 8 septembre 2014, Haire, qui est alcoolique depuis plusieurs années (il a suivi plusieurs cures de désintoxication sponsorisées par la World Wrestling Entertainment), se suicide par pendaison,.

## Palmarès

### En arts martiaux mixtes
| Résultat | Record | Adversaire        | Méthode                                 | Événement                                  | Date              | Round | Temps | Lieu                                     | Notes                                             |
| -------- | ------ | ----------------- | --------------------------------------- | ------------------------------------------ | ----------------- | ----- | ----- | ---------------------------------------- | ------------------------------------------------- |
| Victoire | 4-2    | Frankie Parkman   | K.O                                     | Champions Quest Fighting Challenge         | 7 décembre 2007   | 1     | 1:04  | Géorgie, États-Unis                      |                                                   |
| Victoire | 3-2    | Darrell Wood      | KO (coup de poing)                      | Champion Fight Promotions: Savannah Fights | 29 septembre 2007 | 1     | 0:23  | Savannah, Géorgie, États-Unis            |                                                   |
| Défaite  | 2-2    | Eric Esch         | KO technique (coup de poing)            | Pride 32: The Real Deal                    | 21 octobre 2006   | 1     | 0:29  | Las Vegas, Nevada États-Unis             | Remplace Mark Hunt                                |
| Défaite  | 2-1    | Kim Min-soo       | Soumission (étranglement en guillotine) | K-1 HERO's: HERO's 2005 in Seoul           | 5 novembre 2005   | 1     | 4:46  | Séoul, Corée du Sud                      | Première défaite dans sa carrière professionnelle |
| Victoire | 2-0    | Shungo Oyama (en) | KO technique (coup de poing)            | Rumble on the Rock 6                       | 20 novembre 2004  | 1     | 0:31  | Honolulu, Hawaï, États-Unis              |                                                   |
| Victoire | 1-0    | Tony Towers       | Soumission (étranglement en guillotine) | Venom: First Strike                        | 18 septembre 2004 | 1     | 1:42  | Huntington Beach, Californie, États-Unis |                                                   |

### En catch
- World Championship Wrestling
  - 3 fois champion du monde par équipe de la WCW avec Mark Jindrak (2) et Chuck Palumbo (1)

### En kick-boxing
| Résultat | Record | Adversaire              | Méthode       | Événement                                 | Date             | Round | Temps | Lieu      | Notes                                        |
| -------- | ------ | ----------------------- | ------------- | ----------------------------------------- | ---------------- | ----- | ----- | --------- | -------------------------------------------- |
| Défaite  | 0-4    | Jesse « Justice » Smith | TKO (Punches) | K-1 World Grand Prix 2006 in Las Vegas II | 12 août 2006     | 2     | 1:33  | Las Vegas |                                              |
| Défaite  | 0-3    | Chalid Arrab            | TKO (Punches) | K-1 World Grand Prix 2006 in Las Vegas    | 29 avril 2006    | 1     | 0:23  | Las Vegas |                                              |
| Défaite  | 0-2    | Gary Goodridge          | TKO (Punches) | K-1 World Grand Prix 2005 in Las Vegas    | 30 avril 2005    | 1     | 1:56  | Las Vegas |                                              |
| Défaite  | 0-1    | Musashi                 | TKO (Punches) | K-1 PREMIUM 2004 Dynamite!!               | 31 décembre 2004 | 2     | 0:44  | Séoul     | Débuts en kickboxing dans l'organisation K-1 |

## Récompenses des magazines
- Wrestling Observer Newsletter awards
  - Rookie de l'année 2000[30]
- Pro Wrestling Illustrated[80]

| Année | 2001 | 2002 | 2003 |
| Rang  | 43   | 71   | 70   |

Le magazine Pro Wrestling Illustrated, qui est un magazine de référence dans le domaine du catch, établit depuis 1991 un classement annuel des 500 meilleurs catcheurs au monde appelé le PWI500.
- 3e Rookie de l'année 2000 avec Mark Jindrak[31]